# Skala hypolidyjska kościelna

Skala hypolidyjska (skala jońska)

Skala hypolidyjska kościelna (jońska) – siedmiostopniowa skala muzyczna wypracowana w średniowieczu w celach sakralnych. Współcześnie nie jest używana, na jej bazie powstała używana obecnie skala durowa.
W traktacie Glareanusa pt. "Dodekachordon" z 1547 r. skala o zakresie c1~c2 uznana została za skalę autentyczną pod nazwą "jońska" a skala o zakresie a~a1 jako skala autentyczna pod nazwą "eolska" i wraz ze swymi odmianami plagalnymi uzupełniły system 8 modi do systemu obejmującego 12 skal kościelnych.